# Patrick Ivuti
Patrick Mutuku Ivuti (Machakos, 30 juni 1978) is een Keniaanse langeafstandsloper, die gespecialiseerd is in de halve marathon. Hij liep in zijn carrière viermaal een halve marathon binnen het uur. Ook won hij tweemaal een zilveren medaille op de wereldkampioenschappen veldlopen.

## Loopbaan
In 2000 liep Ivuti een zeer snelle tijd van 59.31 op de halve marathon van Lissabon. Dit zou een wereldrecord voor atleten onder 23 jaar zijn geweest, ware het niet dat zijn tijd niet erkend kon worden. Het parcours was niet officieel, want het liep van start naar finish en gemiddeld elke kilometer 3,27 meter omlaag. Op de Olympische Spelen van Sydney viste hij met een vierde plek net achter de medailles op de 10.000 m. Het goud, zilver en brons gingen naar respectievelijk Haile Gebrselassie, Paul Tergat en Assefa Mezgebu.
In 2005 werd Patrick Ivuti met een tijd van 59.47 tweede op de Fortis halve marathon Rotterdam achter zijn landgenoot Samuel Wanjiru. In hetzelfde jaar maakte hij op de Chicago Marathon zijn marathondebuut. Hij eindigde als vierde in een tijd van 2:07.46.
In 2007 won Ivuti de halve marathon van Praag voor zijn landgenoten Jacob Yator en Stephen Kibiwot. Op 15 april 2007 werd hij vierde op de Rotterdam Marathon en op 9 september 2007 verbeterde hij zijn persoonlijk record op de halve marathon naar 59.27. Meer dan een jaar later, op 14 december 2008, won hij onder slechte weersomstandigheden (onophoudelijke regenval) de marathon van Honolulu in 2:14.35.

## Persoonlijke records
Baan
| Onderdeel | Prestatie | Datum            | Plaats  |
| --------- | --------- | ---------------- | ------- |
| 3000 m    | 7.38,69   | 8 september 2002 | Rieti   |
| 5000 m    | 13.02,68  | 11 augustus 2000 | Zürich  |
| 10.000 m  | 27.05,88  | 30 augustus 2002 | Brussel |

Weg
| Onderdeel      | Prestatie | Datum            | Plaats              |
| -------------- | --------- | ---------------- | ------------------- |
| 20 km          | 57.20     | 9 maart 2008     | Alphen aan den Rijn |
| halve marathon | 59.27     | 9 september 2007 | Rotterdam           |
| 25 km          | 1:13.39   | 11 oktober 2009  | Chicago             |
| 30 km          | 1:30.24   | 9 oktober 2005   | Chicago             |
| marathon       | 2:07.46   | 9 oktober 2005   | Chicago             |

## Palmares

### 3000 m
- 2002:  Rieti - 7.38,69

### 5000 m
- 2001: 4e Notturna di Milano in Milaan - 13.24,48

### 10.000 m
- 2000:  Keniaanse Olympische selectiewedstrijden in Nairobi - 27.57,77
- 2000:  Memorial van Damme - 27.09,79
- 2000: 4e OS - 27.20,44
- 2002: 9e Keniaanse kamp. - 28.20,98
- 2002:  Nacht van de Atletiek - 27.39,32
- 2004:  Keniaanse kamp. - 28.24,6
- 2004: 4e Keniaanse Olympische selectiewedstrijden in Nairobi - 28.33,1

### 5 km
- 1999:  Harvard Pilgrim in Providence - 13.43

### 10 km
- 1999:  Giro Media Blenio in Dongio - 28.38,2
- 1999:  Richard S. Caliguiri City of Pittsburgh Great Race - 27.56
- 2000:  Giro Media Blenio in Dongio - 29.03,7
- 2003:  Giro Media Blenio in Dongio - 28.44,4
- 2004: 5e Giro Media Blenio in Dongio - 29.04,4
- 2004: 4e Peachtree Road Race in Atlanta - 28.11
- 2005:  Giro Media Blenio in Dongio - 28.53,7
- 2005: 5e Healthy Kidney in New York - 29.13,1
- 2006: 5e World's Best in San Juan - 28.37,5
- 2007:   Great Wales Run in Cardiff - 28.50

### 15 km
- 1999:  La Courneuve - 43.09
- 2001:  Puy-en-Velay - 43.00
- 2003:  Puy-en-Velay - 43.57
- 2005:  São Silvestre - 45.30
- 2004: 27e Zevenheuvelenloop - 47.21
- 2007:  São Silvestre - 46.52

### 20 km
- 2008:  20 van Alphen - 57.20

### halve marathon
- 2000:  halve marathon van Lissabon - 59.31
- 2000:  halve marathon van Milaan - 1:00.49
- 2001:  halve marathon van Milaan - 1:00.42
- 2002:  halve marathon van Udine - 59.45
- 2003:  halve marathon van Milaan - 1:00.53
- 2003:  halve marathon van Bogotá - 1:05.01
- 2003:  halve marathon van Milaan (Stramilano) - 1:00.28
- 2005:  halve marathon van Rotterdam - 59.46,2
- 2006: 9e halve marathon van Rotterdam - 1:01.44
- 2006: 4e City-Pier-City Loop - 1:01.50
- 2007: 4e halve marathon van Rotterdam - 59.27
- 2007:  halve marathon van Praag - 1:01.00
- 2007: 4e halve marathon van Rotterdam - 59.26,2
- 2007: 4e halve marathon van New Delhi - 1:02.03
- 2010:  halve marathon van Virginia Beach - 1:02.51
- 2012: 5e halve marathon van Coamo - 1:07.32

### 25 km
- 2008:  25 km van Berlijn - 1:14.04

### marathon
- 2005: 5e marathon van Chicago - 2:07.46
- 2006: 11e marathon van Amsterdam - 2:14.22,8
- 2007: 5e marathon van Rotterdam - 2:12.23,2
- 2007:  marathon van Chicago - 2:11.11,0
- 2008:  marathon van Honolulu - 2:14.35
- 2009:  marathon van Praag - 2:07.48
- 2009:  marathon van Honolulu - 2:12.14
- 2010: 19e marathon van Praag - 2:21.20
- 2011:  marathon van Wenen - 2:08.41
- 2011:  marathon van Honolulu - 2:14.58
- 2012: 21e marathon van Wenen - 2:14.24
- 2012: 5e Marathon van San Diego - 2:11.39
- 2012: 4e marathon van Honolulu - 2:14.55
- 2013: 9e marathon van Dongying - 2:19.34
- 2013: 11e marathon van Guangzhou - 2:27.29
- 2014: 8e marathon van Kuala Lumpur - 2:25.49

### veldlopen
- 1996: 9e WK voor junioren in Stellenbosch - 25.00
- 1999:  WK in Belfast - 38.32
- 2000: 4e WK in Vilamoura - 35.03
- 2000:  FORTIS Crosscup in Brussel - 33.23
- 2001:  Amendoeiras em Flor in Albufeira - 29.34
- 2001:  Gran Premio de Cáceres in Navalmoral de la Mata - 28.32
- 2001: 30e Keniaanse kamp. in Nairobi - 38.09
- 2001: 7e WK in Oostende - 40.16
- 2003: 5e Keniaanse kamp. in Nairobi - 36.15
- 2003:  WK in Avenches - 36.09
- 2004: 7e Keniaanse kamp. in Nairobi - 35.55